# Gnetsch
Gnetsch ist ein Ortsteil in der Ortschaft Weißandt-Gölzau der Stadt Südliches Anhalt im Landkreis Anhalt-Bitterfeld in Sachsen-Anhalt. Gnetsch gehörte bis zum 31. Dezember 2009 zur Gemeinde Weißandt-Gölzau. Diese schloss sich am 1. Januar 2010 mit 17 anderen Gemeinden zur Stadt Südliches Anhalt zusammen.

## Geografie und Verkehrsanbindung
Der Ort liegt nördlich des Kernortes Weißandt-Gölzau. Die B 183 verläuft durch den Ort.

## Sehenswürdigkeiten
In der Liste der Kulturdenkmale in Südliches Anhalt sind für Gnetsch drei Kulturdenkmale aufgeführt:
- die Kirche in der Ortsmitte
- das Herrenhaus der Domäne Gnetsch (Dorfstraße 14)
- ein Gedenkstein auf dem Dorfplatz neben der Kirche

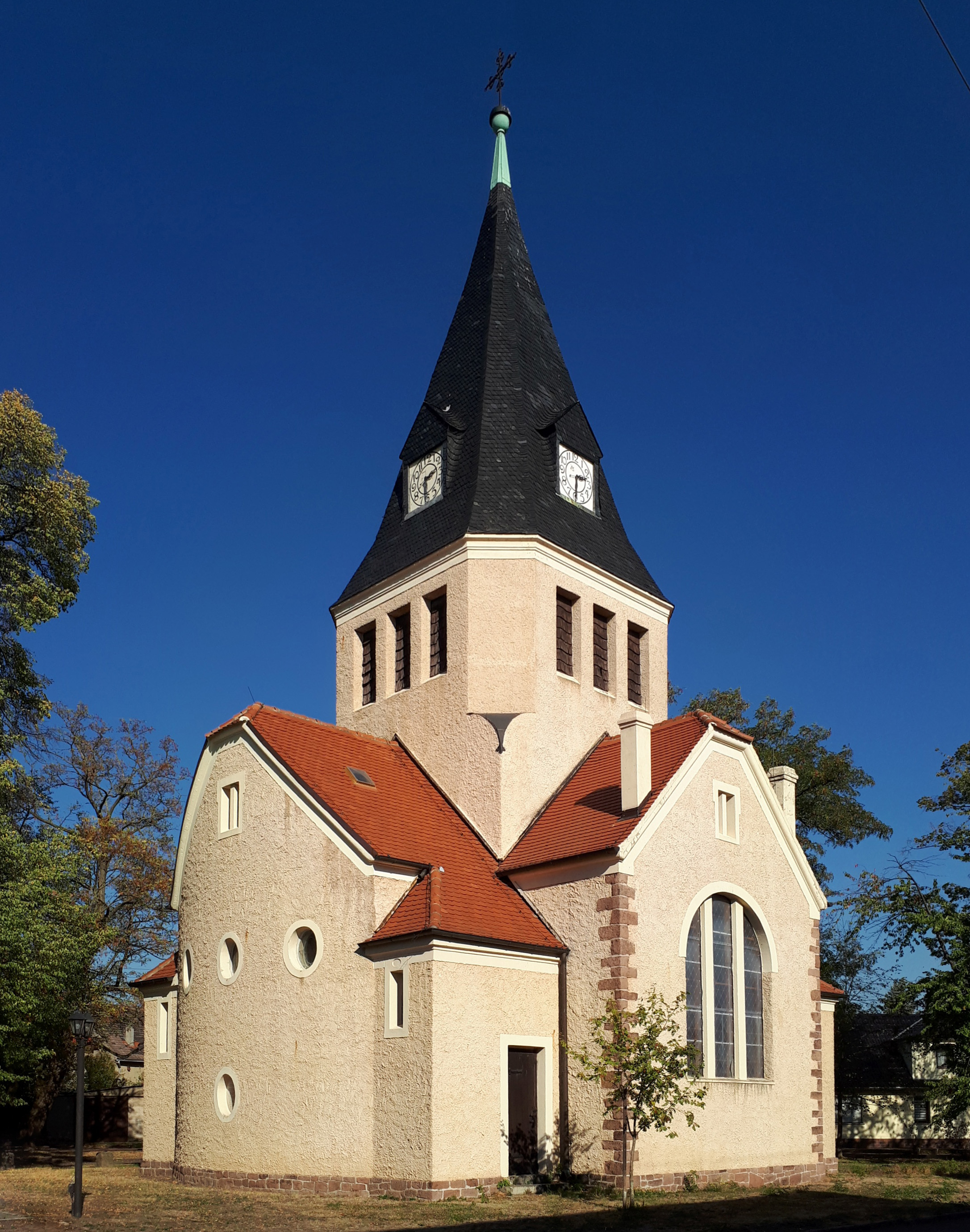
Kirche in Gnetsch (2018)
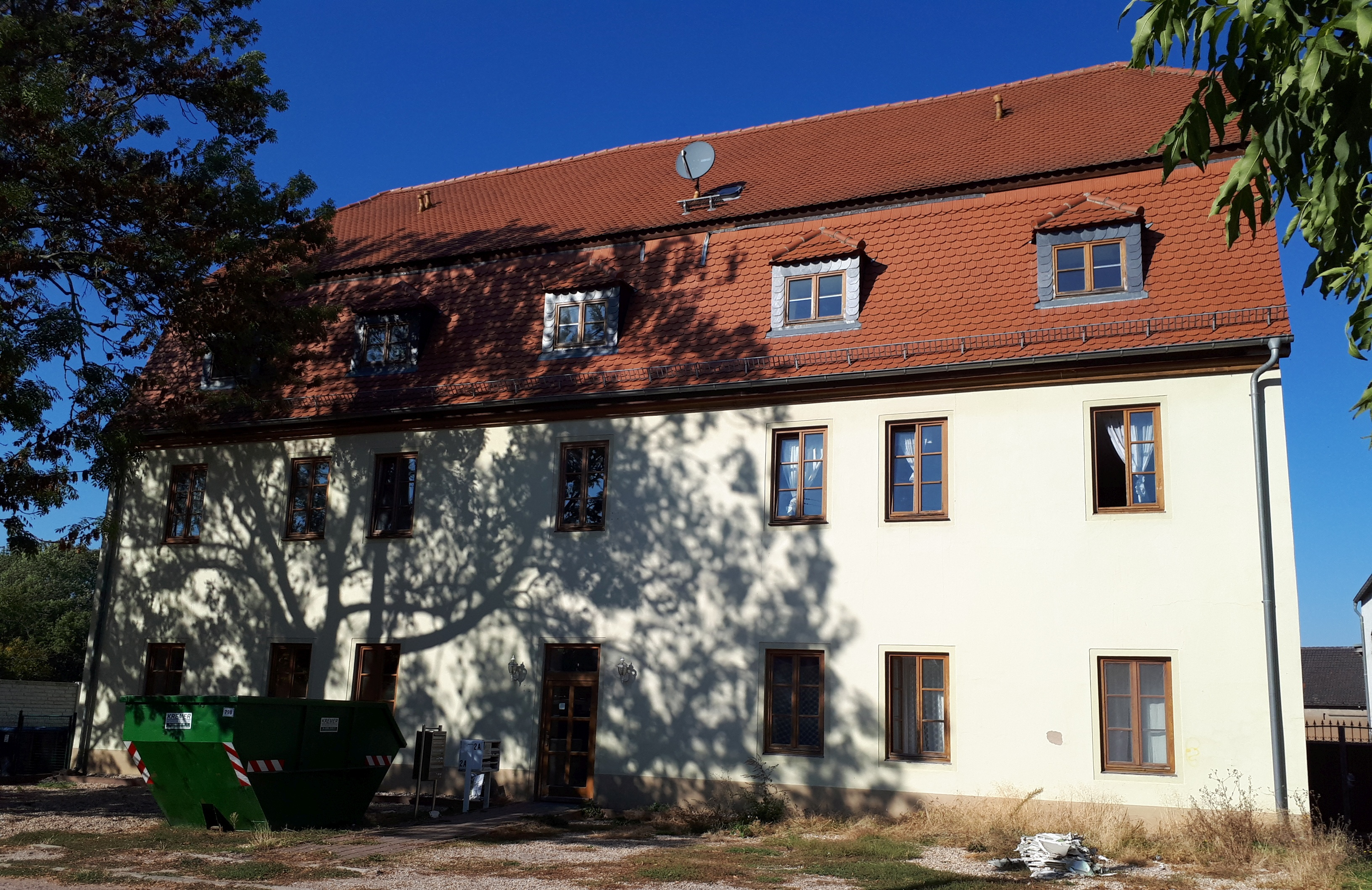
Herrenhaus (2018)
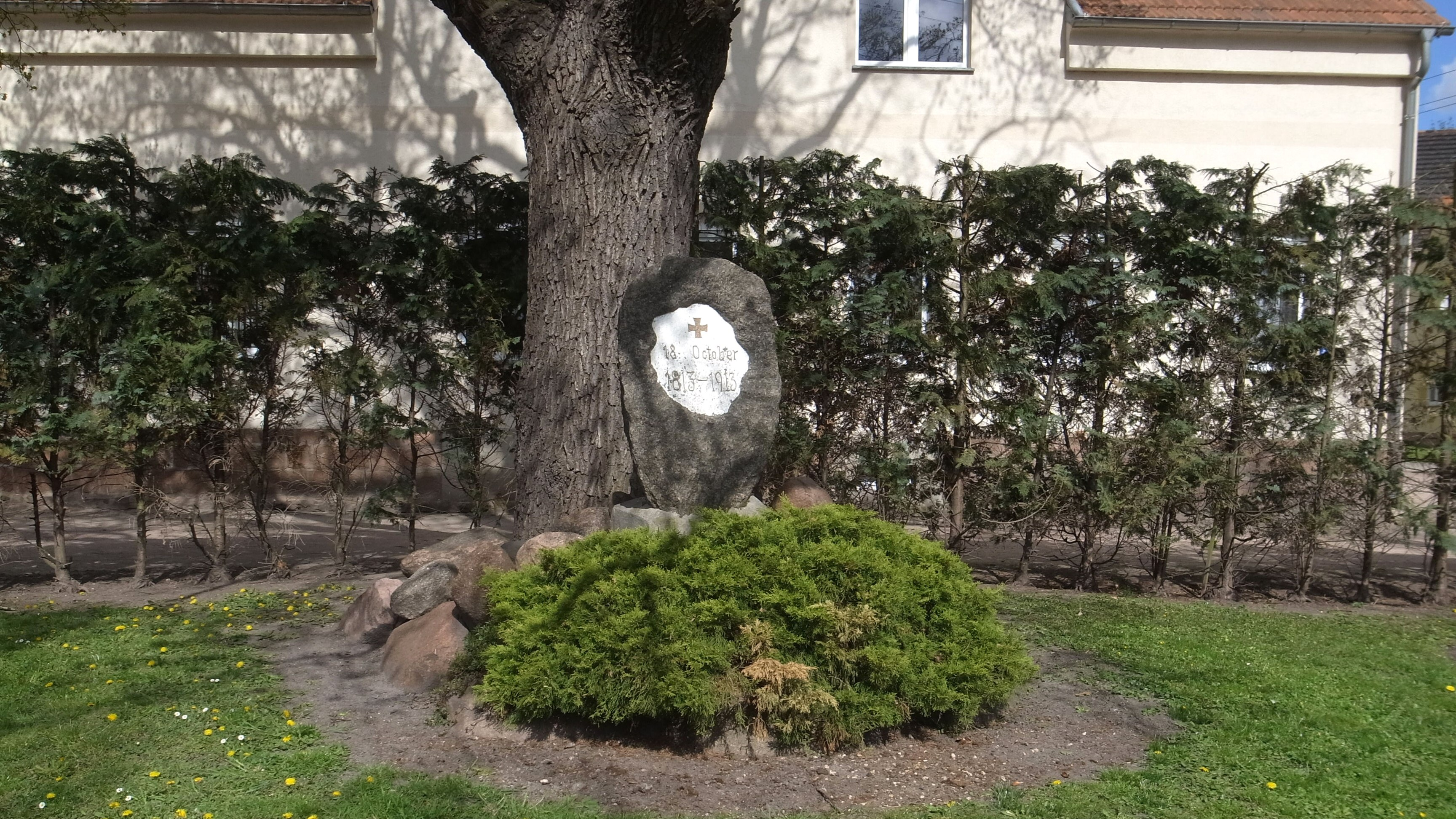
Gedenkstein (2015)